# Wolf Aßmus
Wolf Aßmus (* 6. März 1944 in Göttingen) ist ein deutscher Experimentalphysiker.

## Leben und Wirken
Aßmus besuchte von 1951 bis 1964 die Schule in Hanau. Nach dem Abitur studierte er in Göttingen und Frankfurt am Main Physik. Dann war er als Mathematik-, Physik- und Chemielehrer in der Sekundarstufe II tätig. 1973 erfolgte die Promotion bei Werner Martienssen über Elektronenspinresonanz-Messungen in Alkalihalogenid-Kristallen und deren Modellabbildung. Ab 1975 übernahm er am Physikalischen Institut der Johann Wolfgang Goethe-Universität Frankfurt am Main den Aufbau und die Leitung des Kristall- und Materialentwicklungslabors. Er habilitierte 1990 und wurde 1996 auf eine Professur für experimentelle Physik an der Universität Frankfurt berufen. Seine besonderen Forschungsinteressen liegen in der Festkörperphysik, Materialforschung und Kristallzüchtung, über die er in mehr als 250 Publikationen informierte.
Von 1997 bis 2003 wirkte Aßmus als Geschäftsführender Direktor des Physikalischen Instituts, von 2004 bis 2007 als Dekan des Fachbereichs Physik und 2007 bis 2009 als Vizepräsident der Universität.  Im Jahr 2012 ging er in den Ruhestand, war aber als Seniorprofessor weiter in der Forschung aktiv.
Im Jahr 2003 wurde Aßmus vom Frankfurter Förderverein für physikalische Grundlagenforschung mit der Verleihung der „Gerald Kucera-Laureatus-Professur“ für seine herausragenden Leistungen auf dem Gebiet der Kristallphysik geehrt.
Von Ende 2012 bis Ende 2024 war er Vorstandsvorsitzender des Trägervereins Hessische Heimvolkshochschule Burg Fürsteneck e.V.